# Tournoi de tennis des championnes (WTA 2014)
Le tournoi de tennis des championnes est un tournoi de tennis professionnel féminin. L'édition 2014, classée en catégorie International, se dispute à Sofia du 28 octobre au 2 novembre 2014.
Andrea Petkovic remporte le simple dames. En finale, elle bat Flavia Pennetta, décrochant à cette occasion le 5e titre de sa carrière sur le circuit WTA.

## Fonctionnement de l'épreuve
Cette épreuve se dispute selon les modalités dites du « round robin ». Les huit joueuses qualifiées sont séparées en deux poules de quatre. S'affrontant toutes entre elles, seules les deux premières joueuses de chaque poule sont conviées en demi-finale, avant l'ultime confrontation pour le titre.
Les six meilleures joueuses de la saison qui ne sont pas qualifiées pour le Masters et qui ont au moins remporté un tournoi de la catégorie "WTA International Tournaments" peuvent participer à ce tournoi. Les organisateurs du tournoi invitent d'autre part deux autres joueuses de leur choix.

### Joueuses qualifiées
| 1. Ekaterina Makarova (Poules, forfait) 2. Dominika Cibulková (Poules) 3. Flavia Pennetta (Finale) 4. Andrea Petkovic (Victoire) | 1. Carla Suárez Navarro (1/2 finale) 2. Alizé Cornet (Poules) 3. Garbiñe Muguruza (1/2 finale) 4. Tsvetana Pironkova (Poules) |

### Remplaçantes
| 1. Karolína Plíšková (Poules, remplace Ekaterina Makarova) | 1. Elina Svitolina |

## Résultats en simple

### Groupe I (Serdika)
| # | Vainqueur        | Adversaire         | Score         |
| 1 | Flavia Pennetta  | Alizé Cornet       | 6-1, 6-2      |
| 2 | Garbiñe Muguruza | Ekaterina Makarova | 6-2, 6-1      |
| 3 | Garbiñe Muguruza | Flavia Pennetta    | 0-6, 6-1, 6-1 |
| 4 | Alizé Cornet     | Ekaterina Makarova | 6-1, 6-4      |
| 5 | Garbiñe Muguruza | Alizé Cornet       | 6-3, 7-5      |
| 6 | Flavia Pennetta  | Karolína Plíšková  | 6-1, 6-3      |

| # | N°  | Joueuse            | Matchs gagnés-perdus | Sets gagnés-perdus |
| 1 | (7) | Garbiñe Muguruza   | 3-0                  | 6-1                |
| 2 | (3) | Flavia Pennetta    | 2-1                  | 5-2                |
| 3 | (6) | Alizé Cornet       | 1-2                  | 2-4                |
| 4 | (1) | Ekaterina Makarova | 0-2                  | 0-4                |
| 5 |     | Karolína Plíšková  | 0-1                  | 0-2                |

### Groupe II (Sredets)
| # | Vainqueur            | Adversaire           | Score     |
| 1 | Dominika Cibulková   | Tsvetana Pironkova   | 6-3, 7-66 |
| 2 | Carla Suárez Navarro | Andrea Petkovic      | 6-0, 6-4  |
| 3 | Andrea Petkovic      | Tsvetana Pironkova   | 7-5, 6-2  |
| 4 | Dominika Cibulková   | Carla Suárez Navarro | 7-5, 6-4  |
| 5 | Andrea Petkovic      | Dominika Cibulková   | 7-5, 6-3  |
| 6 | Carla Suárez Navarro | Tsvetana Pironkova   | 7-62, 6-1 |

| # | N°  | Joueuse              | Matchs gagnés-perdus | Sets gagnés-perdus |
| 1 | (5) | Carla Suárez Navarro | 2-1                  | 4-2                |
| 2 | (4) | Andrea Petkovic      | 2-1                  | 4-2                |
| 3 | (2) | Dominika Cibulková   | 2-1                  | 4-2                |
| 4 | (8) | Tsvetana Pironkova   | 0-3                  | 0-6                |

### Tableau final
|  |                      |            |                 |            |                 |     |   |        |        |        |        |        |
|  | 1/2 finale           | 1/2 finale | 1/2 finale      | 1/2 finale | 1/2 finale      |     |   | Finale | Finale | Finale | Finale | Finale |
|  |                      |            |                 |            |                 |     |   |        |        |        |        |        |
|  |                      |            |                 |            |                 |     |   |        |        |        |        |        |
|  | Garbiñe Muguruza     | (7)        | 1               | 4          |                 |     |   |        |        |        |        |        |
|  | Garbiñe Muguruza     | (7)        | 1               | 4          |                 |     |   |        |        |        |        |        |
|  | Andrea Petkovic      | (4)        | 6               | 6          |                 |     |   |        |        |        |        |        |
|  | Andrea Petkovic      | (4)        | 6               | 6          | Andrea Petkovic | (4) | 1 | 6      | 6      |        |        |        |
|  |                      |            |                 |            |                 | (4) | 1 | 6      | 6      |        |        |        |
|  |                      |            | Flavia Pennetta | (3/WC)     | 6               | 4   | 3 |        |        |        |        |        |
|  | Carla Suárez Navarro | (5)        | Flavia Pennetta | (3/WC)     | 6               | 4   | 3 | 4      | 2      |        |        |        |
|  | Carla Suárez Navarro | (5)        |                 |            |                 |     |   | 4      | 2      |        |        |        |
|  | Flavia Pennetta      | (3/WC)     | 6               | 6          |                 |     |   |        |        |        |        |        |
|  | Flavia Pennetta      | (3/WC)     | 6               | 6          |                 |     |   |        |        |        |        |        |